# Pastinachus gracilicaudus
Pastinachus gracilicaudus  (лат.) — вид рода Pastinachus из семейства хвостоко́ловых отряда хвостоколообразных надотряда скатов. Эти рыбы в тропических водах восточной части Индийского океана и центрально-западной части Тихого океана. Встречаются на глубине до 60 м. Их грудные плавники срастаются с головой, образуя ромбовидный диск, ширина которого превосходит длину. Рыло слегка вытянутое и заострённое. На довольно длинном хвостовом стебле присутствует  вентральный кожный киль. Максимальная зарегистрированная ширина диска 83 см. 

## Таксономия и филогенез
Впервые новый вид был научно описан в 2010 году. Голотип представляет собой неполовозрелого самца с диском шириной 36,4 см, найденного на рыбном рынке в Сабахе, Малайзия. Видовой эпитет происходит от слов лат. gracilis  — «тонкий»,  «стройный» и лат. cauda — «хвост».

## Ареал и места обитания
Pastinachus gracilicaudus обитают у берегов Малайзии и Индонезии, включая Борнео, Сабах, Саравак и запад и северо-восток Калимантана. Возможно, распространены более широко в Индо-Малайском Архипелаге, к востоку вплоть до Шри-Ланки (данные требуют подтверждения).

## Описание
Грудные плавники этих скатов срастаются с головой, образуя ромбовидный диск, ширина которого превышает длину, края плавников («крыльев») закруглены. Рыло закруглённое, лишено чешуи, передний край сходится под углом приблизительно 115 °С. Длина головы составляет 38—41 %, расстояние между ноздрей 7—8 %, а между первой парой жаберных щелей от ширины диска. Позади глаз расположены брызгальца. На вентральной поверхности диска имеются 5 пар жаберных щелей, рот и ноздри. Между ноздрями пролегает лоскут кожи с бахромчатым нижним краем. Хвост кнутовидный, утончающийся к кончику. Позади шипов на хвостовом стебле имеется тонкая вентральная кожная складка. В центральной части диска расположены 2 крупных бляшки в виде жемчужин, а перед ними небольшая колючка. Окраска дорсальной поверхности диска ровного серо-коричневого или оливкового цвета. По диску пролегает широкая полоса чешуи. У живых особей диск покрыт толстым слоем слизи. Большинство образцов были получены на рыбных рынках. Одна особь при ширине диска 69,5 см весила 12 кг. Максимальная зарегистрированная ширина диска 83 см. 

## Биология
Подобно прочим хвостоколообразным Pastinachus gracilicaudus  относятся к яйцеживородящим рыбам. Эмбрионы развиваются в утробе матери, питаясь желтком и гистотрофом. Самка с диском шириной 83 см была беременна зародышем на поздней стадии развития, у которого сохранился небольшой пупочный шрам. Однако у особи с диском шириной 26,1 см ещё сохранился питательный желточный мешок, а у ската с диском шириной  19,3 см наблюдался еле-заметный пупочный шрам. У всех трёх молодых особей диск был покрыт чешуёй, а посередине диска имелись крупные бляшки. Однако у эмбриона при ширине диска 16,5 см и остаточном желточном мешке бляшки присутствовали, а чешуя только начала образовываться. 

## Взаимодействие с человеком
Международным союзом охраны природы ещё не оценил статус сохранности данного вида.